# Comité national olympique de la République kirghize

Le Comité olympique de la République kirghize est le comité national olympique du Kirghizistan fondé en 1991 lors de la dislocation de l'URSS et reconnu en 1993 par le CIO.